# Acanthurus auranticavus
Acanthurus auranticavus là một loài cá biển thuộc chi Acanthurus trong họ Cá đuôi gai. Loài cá này được mô tả lần đầu tiên vào năm 1956.

## Từ nguyên
Từ định danh auranticavus được ghép bởi hai âm tiết trong tiếng Latinh: aurantia ("nâu cam") và cavus ("lỗ, hốc"), hàm ý đề cập đến vệt màu cam bao quanh ngạnh đuôi của loài cá này.

## Phạm vi phân bố và môi trường sống
A. auranticavus được phân bố tập trung ở Tây Thái Bình Dương, rải rác ở Trung Thái Bình Dương và Ấn Độ Dương.
Ở Ấn Độ Dương, A. auranticavus chỉ được biết đến tại bờ biển Mozambique; hai đảo quốc Seychelles và Maldives; bãi cạn Rowley, rạn san hô Scott và rạn Ashmore (đều thuộc Úc), cũng như ngoài khơi Tây Úc; còn ở Thái Bình Dương, loài cá này xuất hiện phổ biến ở khu vực Đông Nam Á, trải dài về phía đông đến Papua New Guinea và quần đảo Solomon, cũng được ghi nhận tại quần đảo Marshall và Fiji (ghi nhận ở quần đảo Samoa cần được xác minh thêm), phía nam trải dài đến rạn san hô Great Barrier (Úc).
Ở Việt Nam, A. auranticavus được ghi nhận tại cù lao Chàm (Quảng Nam); đảo Lý Sơn (Quảng Ngãi); Phú Yên; vịnh Nha Trang (Khánh Hòa); Ninh Thuận và ngoài khơi Bình Thuận.
A. auranticavus sống trên các rạn san hô viền bờ và trong các đầm phá ở độ sâu đến ít nhất là 20 m.

## Mô tả
Chiều dài cơ thể lớn nhất được ghi nhận ở A. auranticavus là 45 cm.. Loài này có một mảnh xương nhọn chĩa ra ở mỗi bên cuống đuôi tạo thành ngạnh sắc, là đặc điểm của cá đuôi gai. Phần rãnh bao quanh ngạnh này ở A. auranticavus có màu cam, một đặc điểm giúp phân biệt chúng với Acanthurus blochii, một loài có vệt vàng ở sau mắt.
Cơ thể hình bầu dục thuôn dài, màu nâu sẫm với những sọc mảnh gợn sóng ở hai bên thân. Có một vệt đen ở sau mắt; mắt có vòng cam bao quannh con ngươi. Cuống đuôi có dải trắng bao quanh. Vây đuôi lõm sâu, hình lưỡi liềm, có dải xanh lam nhạt ở rìa sau. Vây hậu môn được viền xanh óng ở rìa.
Số gai ở vây lưng: 9; Số tia vây ở vây lưng: 25–26; Số gai ở vây hậu môn: 3; Số tia vây ở vây hậu môn: 23–24; Số tia vây ở vây hậu môn: 16–17; Số gai ở vây bụng: 1; Số tia vây ở vây bụng: 5.

## Sinh thái học
Thức ăn của A. auranticavus là các loại tảo và vụn hữu cơ. Cá trưởng thành di chuyển theo đàn, thường bơi lẫn vào đàn của những loài cá đuôi gai khác.
Tuổi thọ lớn nhất được biết đến ở A. auranticavus là 30 năm tuổi.

## Đánh bắt
A. auranticavus được xem là một loài hải sản ở nhiều nơi trong khu vực phân bố của chúng.